# Beleg van Tripoli (1551)
Het Beleg van Tripoli was een beleg dat in 1551 werd gevoerd door de Ottomanen op de stad Tripoli (Libië) die in handen was van de Orde van Malta. De Spaanse Habsburgers hadden de stad in 1510 veroverd en twintig jaar later afgestaan aan de ridderorde. De stad onderging een zesdaags bombardement totdat het werd ingenomen op 15 augustus.

## Aanloop
Sinds de voor Sinan Pasha noodlottig verlopen Slag bij Djerba had zijn reputatie een flinke deuk opgelopen. De enige manier om zijn machtspositie in Afrika terug te krijgen was het veroveren van het christelijke bolwerk Tripoli in Noord-Afrika. Door de stad te veroveren wilde Sinan Pasha ook voorkomen dat de Orde van Malta haar eiland zou verlaten en zich definitief zouden vestigen in de gebieden rond Tripoli.
De Turkse vloot maakte in haar tocht naar Tripoli eerst een korte stop op het eiland Gozo. Daar verwoestte het Turkse leger het eiland en nam het zo'n 5.000 à 6.000 krijgsgevangenen mee. In eerste instantie koesterde men in Tripoli de hoop dat het een afleidingsmanouvre was, maar na de landing van de Turken rondom de stad was algauw de hoop vervlogen.

## Het beleg
De stadsleger stond onder commando van Gaspard de Vallier. Hij had dertig ridders onder zijn commando, en ruim 600 Calabrische en Siciliaanse huurlingen. De stad was een christelijke enclave in Ottomaans gebied en liep al geruime tijd gevaar. Rond 10 augustus 1551 omcirkelden de Ottomanen de stad.
Gabriel d'Aramon, Frans ambassadeur in het Ottomaanse Rijk, kwam bij de Turkse vloot aan om te bemiddelen namens de grootmeester van de Orde van Malta. Zijn benaderingen richting Sinan Pasha waren tevergeefs en de toegang tot het beleg werd hem tot het einde toegezegd. Inmiddels waren de troepen in de stad aan het muiten geslagen, en werd er een begin gemaakt met de onderhandelingen. Op 15 augustus werd de stad door Sinan Pasha en zijn troepen ingenomen. De ridders werden teruggestuurd naar Malta. De huurlingen in de stad werden tot slaaf gemaakt. Een van de ridders die terugkeerde naar Malta was Nicolas de Villegagnon, een toekomstige ontdekkingsreiziger in Brazilië.

## Nasleep
Toen Gaspard de Vallier terugkeerde op Malta, werd zijn optreden zwaar bekritiseerd door grootmeester Juan de Homedes. Uiteindelijk werd de Vallier uit de orde gezet, ondanks dat er sterk voor hem gepleit werd door Nicolas de Villegagnon, en de latere grootmeester Jean de la Valette.
Tripoli werd na de verovering een uitvalsbasis voor de Ottomaanse vloot voor latere campagnes richting christelijk grondgebied in Italië.